# Фелькнер, Владимир Иванович
Владимир (Вольдемар-Густав) Иванович Фелькнер (нем. Woldemar Gustav von Völkner; 1805—1871) — генерал-лейтенант, участник Кавказской войны.

## Биография
Происходил из дворян Санкт-Петербургской губернии, родился 20 сентября 1805 года в дворянской семье коллежского советника Иоганна-Генриха Фелькнера.
В 1820 г. был зачислен кондуктором в Главное инженерное училище и, по окончании курса, в 1822 г. произведён в прапорщики полевых инженеров, с оставлением в офицерских классах при училище. 22 декабря 1823 г. поступил в лейб-гвардии Сапёрный батальон, в котором и прослужил до 1840 г., принимая в его рядах деятельное участие в турецкой кампании 1828 года и в усмирении польского восстания 1831 года.
Во время турецкой войны саперный батальон перешел Дунай и 22 августа 1828 г. присоединился к русским войскам, осаждавшим Варну; уже 24 августа саперы открыли свои действия против 2-го бастиона и 21 сентября, под непосредственным наблюдением Фелькнера, произвели удачный взрыв мины в 180 пудов пороху. За эти работы Фелькнер был награждён орденом св. Анны 4-й степени с надписью «За храбрость» и, как отмечает историк лейб-гвардии Сапёрного батальона, «находился под управлением 4-го Пионерного батальона подполковника Бурмейстера, при устроении мин под первым бастионом кр. Варны». Кроме того за деятельность во время всей кампании получил орден св. Владимира 4-й степени, за то, что, как было сказано в приказе, «находился в траншейных работах, исполняя все поручения с отличным усердием» и 6 декабря был произведён в поручики.
Во время польской кампании, выступив из Санкт-Петербурга 14 марта 1831 г., он участвовал со своим батальоном в постройке батарей на берегу р. Нарева, по обеим сторонам Остроленского моста. 5 мая получил поручение с одним взводом саперов и под прикрытием роты лейб-гвардии Финляндского полка и 80 финских стрелков уничтожить мост на реке Руше, при местечке Якаце; под картечным огнём 16-ти польских орудий саперы разобрали мост, три раза отбивая вместе с финляндцами попытки неприятеля помешать этой работе. Этот славный подвиг покрыл сапёров неувядаемой славой, сам Фелькнер был пожалован золотой полусаблей с надписью «За храбрость». 14 мая он участвовал в сражении при Остроленке, а 26 августа в замечательном и крайне опасном деле, получив, в числе других саперных офицеров, приказание прорыть главный вал одного из укреплений в предместье Варшавы, у деревни Чисте, чтобы проложить дорогу для прохождения русских колонн. Представляя Фелькнера за отличие в этом деле к производству в штабс-капитаны (приказ от 6 декабря 1831 г.), генерал-фельдмаршал граф Паскевич так писал в своем донесении: «Фелькнер находился с командою при занятии главного вала, где с примерным мужеством и поспешностью устраивал проезды под картечными выстрелами и ружейным огнём неприятельских застрельщиков».
По возвращении из кампании для Фелькнера наступила мирная деятельность по командованию ротой. С 1835 г., уже в чине капитана (произведён 20 января 1834 г.), он с первым взводом роты Его Величества лейб-гвардии Сапёрного батальона был командирован для участия в сборе наших и прусских войск в больших маневрах под Калишем в присутствии императора Николая I и короля Фридриха Вильгельма III.
Произведённый в полковники 9 марта 1837 г., Фелькнер 7 июля 1840 г. был назначен командиром Кавказского сапёрного батальона и 11 декабря того же года за беспорочную выслугу 25 лет в офицерских чинах был награждён орденом св. Георгия 4-й степени (№ 6214 по списку Григоровича — Степанова).
В следующих годах (в 1841 и 1842) Фелькнер участвовал в делах с горцами; в 1842 г. был назначен начальником Тифлисского гарнизона, в 1846 г., с производством в генерал-майоры, получил назначение состоять по саперным батальонам и при Отдельном Кавказском корпусе, а в 1847 г. заведовал сапёрными батальонами Кавказского инженерного округа и состоял инспектором военно-рабочих рот на Кавказе находящихся; в 1849 г. был причислен к штабу генерал-инспектора по инженерной части и в 1850 г. назначен в распоряжение главнокомандующего действующей армией, для употребления на службу по сапёрной и инженерной частям. В мае того же года определён командиром 2-й бригады 3-й гренадерской дивизии и командовал ей до 1855 г., когда был назначен начальником штаба Гренадерского корпуса и 26 августа 1856 г. произведён в генерал-лейтенанты, а 8 сентября назначен командиром 2-й гренадерской дивизии.
В 1863 г. определён в число переменных членов специального комитета по устройству и образованию войск, а через два месяца зачислен в запасные войска, с оставлением по сапёрным батальонам. В конце того же 1863 г. Фелькнер снова был привлечен к действительной службе и назначен состоять при генерал-инспекторе по инженерной части, для возложения на него, в случаях надобности, различных поручений по инспекции инженерных войск, расположенных в различных частях империи; эту последнюю свою должность он занимал до самой смерти, последовавшей в Санкт-Петербурге 25 января 1871 г., похоронен на Волковом лютеранском кладбище.
Фелькнер был человек очень образованный и до конца жизни внимательно следил за наукой и литературой, в особенности же его занимала политическая и военная история. Кроме некоторых военно-исторических очерков, напечатанных в «Военном сборнике» и в «Русском вестнике», ему принадлежит интересная статья, появившаяся в «Русской старине» (1870, т. III) под заглавием «14 декабря 1825 г.». Уже после его смерти, в том же журнале (1875, т. XII) напечатана его статья «Описание путешествия, совершенного в свите Наследника Цесаревича, ныне царствующего Государя Императора Александра Николаевича, в Стокгольм». Другие отрывки из воспоминаний Фелькнера уже приготовленные им к печати («Описание больших маневров под Калишем» и «Путевые заметки во время поездки из Санкт-Петербурга в Калиш и из Санкт-Петербурга морем в Пруссию»), остались ненапечатанными.

## Сочинения
- Записки генерал-лейтенанта В. И. Фелькнера. 14-е декабря 1825 года // Русская старина, 1870. — Т. 2. — Изд. 3-е. — Спб., 1875. — С. 202—230. Архивная копия от 15 апреля 2019 на Wayback Machine
- Поездка императора Николая Павловича в Стокгольм в 1838 г. Воспоминания В. И. Фельнера // Русская старина, 1875. — Т. 12. — № 1. — С. 160—173. Архивная копия от 3 ноября 2011 на Wayback Machine